# کوکار
کوکار (به فنلاندی: Kökar) یک منطقهٔ مسکونی در فنلاند است که در جزایر الند واقع شده و ۲۳۵ نفر ظرفیت دارد.